# Trofeu Catalunya Internacional 2010
El Trofeu Catalunya Internacional 2010 va enfrontar el dia 28 de desembre del 2010 la selecció catalana de futbol amb la selecció de futbol d'Hondures. El partit es va disputar a l'Estadi Olímpic Lluís Companys.
La Federació Catalana de Futbol va dur a terme una campanya anomenada "Tu decideixes" amb la qual es demanava als aficionats que escollissin quina samarreta lluiria la selecció catalana durant el partit: se'n presentaven dues, una de blanca amb la Creu de Sant Jordi i una de negra amb la senyera; va guanyar aquesta última. A més a més, la FCF, juntament amb Òmnium Cultural, va dur a terme una protesta contra el nou sistema d'immersió lingüística a les escoles catalanes del Tribunal Suprem.
Els clubs Getafe CF, Almeria CF, Sevilla FC, València CF, Vila-real CF i Olimpiakos FC van declinar la sol·licitud de cedir els seus jugadors per disputar el trofeu.
Catalunya va batre Hondures per 4-0; van marcar Ferran Corominas "Coro" (26'), Sergio Garcia (50'), Bojan (60') i de nou Bojan (71').

## Detalls del partit
| 28 de desembre de 201019 h \| Catalunya \| 4-0 \| Hondures \| \| ---------------------------------------------------- \| ------- \| -------- \| \| Coro 26' · Sergio García 50' · Bojan 60' · Bojan 71' \| Crònica \| \| Estadi Olímpic Lluís Companys, Barcelona 28.150 espectadors Estrada Fernández |         |          |
| Catalunya | 4-0     | Hondures |
| Coro 26' · Sergio García 50' · Bojan 60' · Bojan 71' | Crònica |          |

| Catalunya | Hondures |

## Galeria

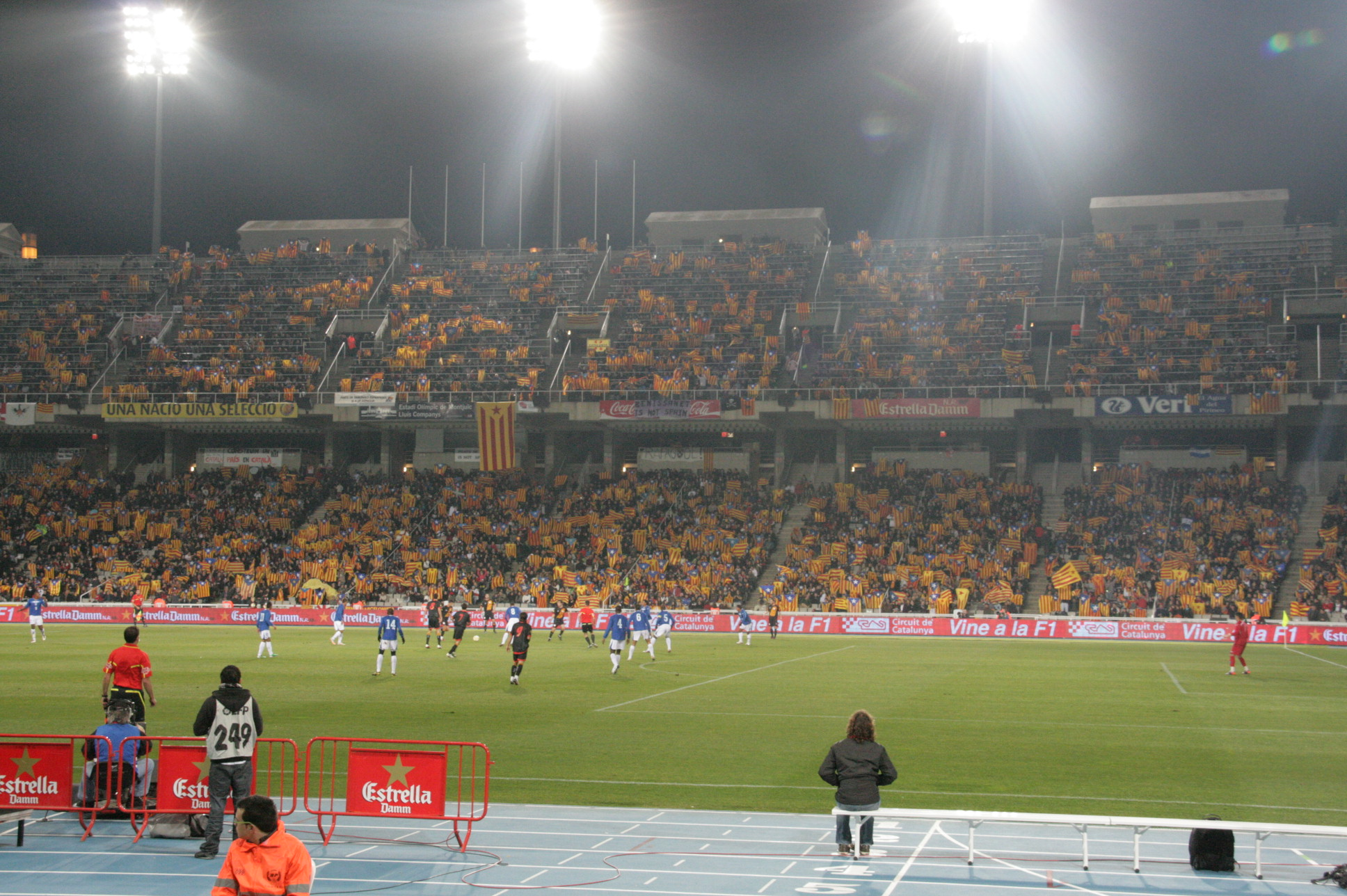
Estelades a les grades.
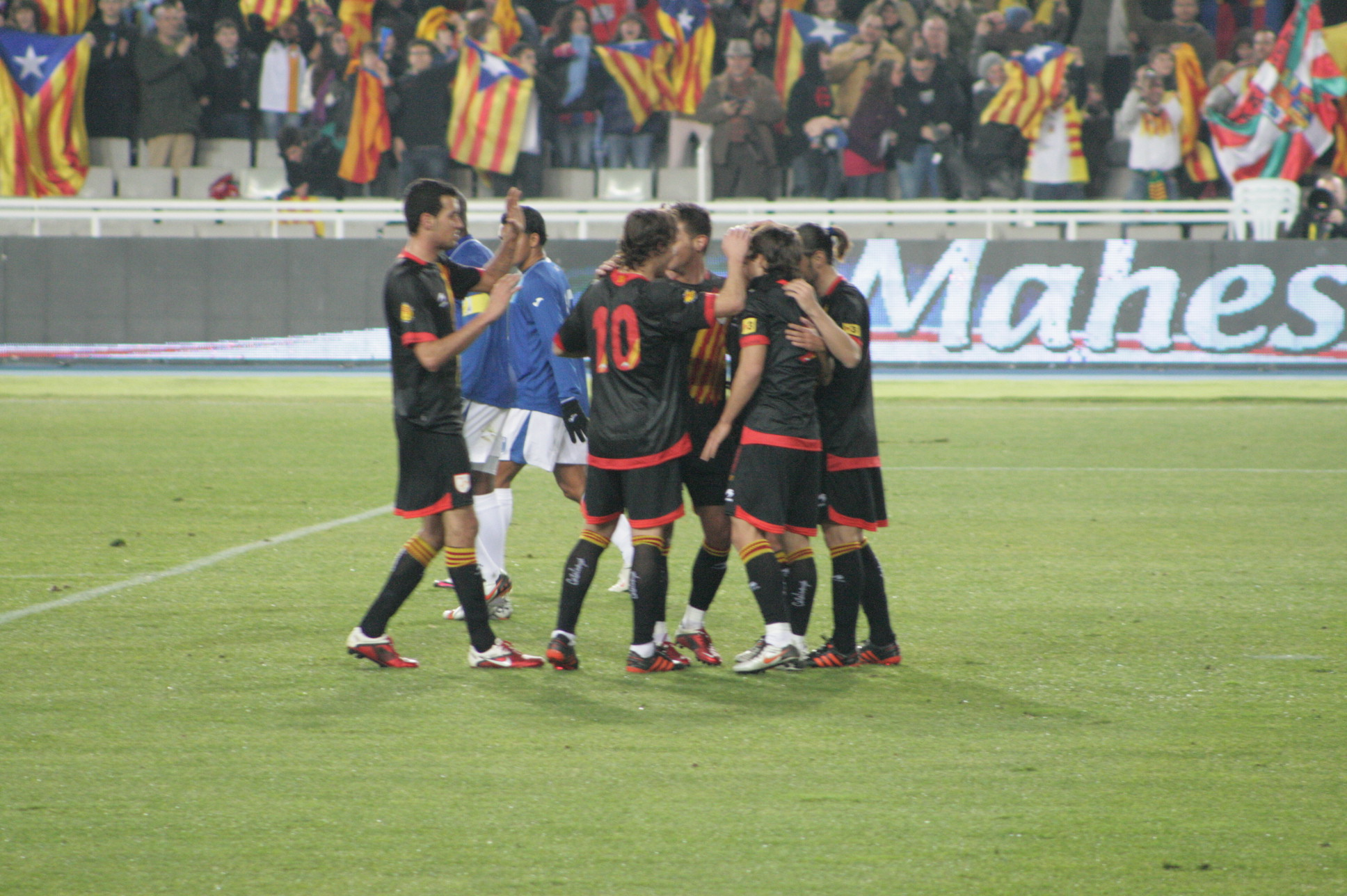
Els jugadors de Catalunya celebrant el quart gol.
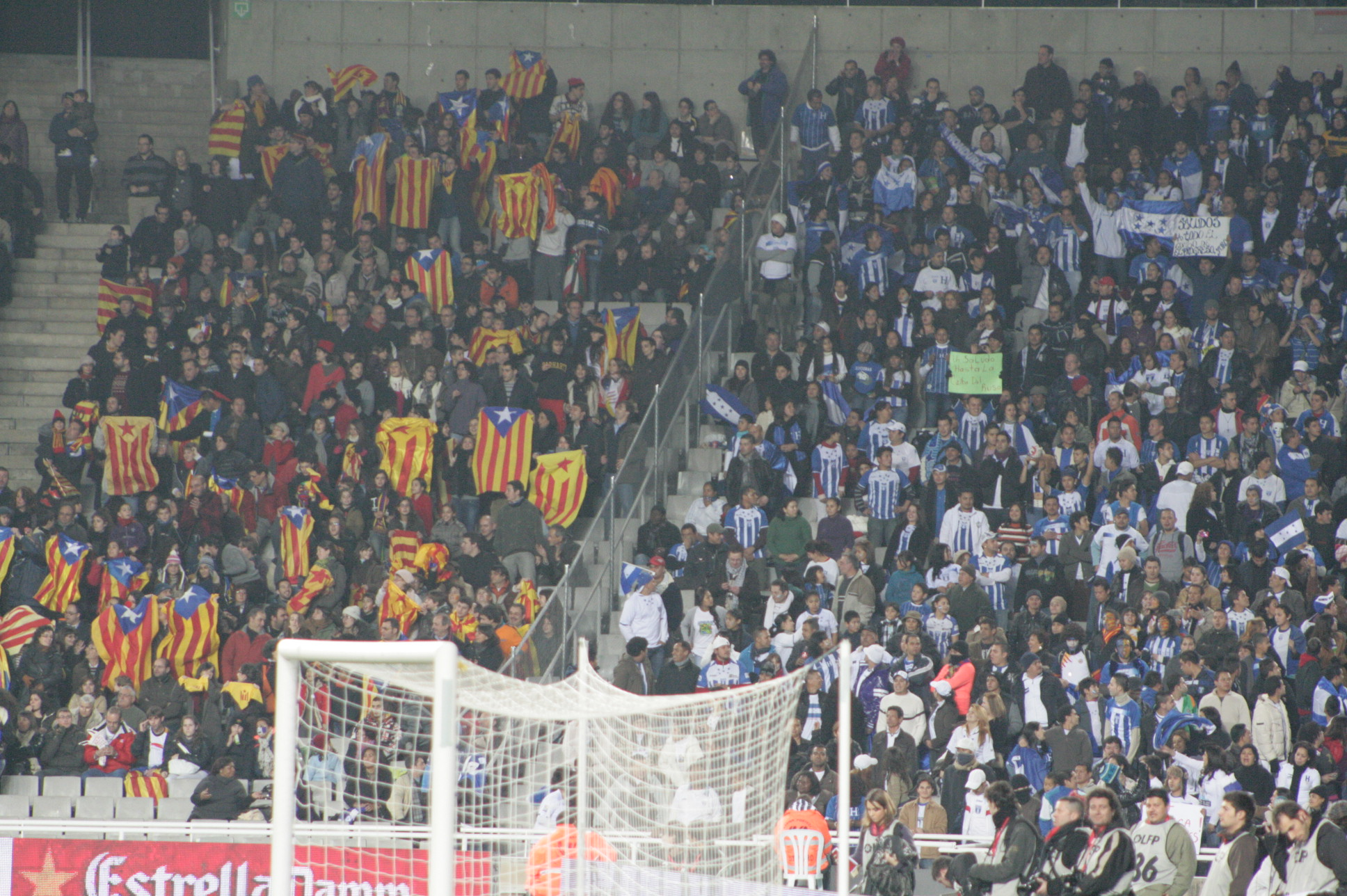
Les dues aficions.